# Рама, Вальдет
Вальдет Скендер Рама (алб. Valdet Skënder Rama; род. 20 ноября 1987, Титова-Митровица, САК Косово) — албанский футболист, этнический косовский албанец, нападающий клуба «Вупперталь».

## Клубная карьера
Свою профессиональную карьеру Рама начал в Германии, выступая в сезоне 2008/09 за клуб «Ингольштадт 04», выступающий во второй Бундеслиге. Он 32 раза выходил на поле в футболке немецкого клуба, из них 29 матчей начинал в основе. Вальдет Рама забил два мяча. На следующий сезон он сменил клубную прописку и отправился в клуб «Ганновер 96», однако выступал за молодежную команду «Ганновер 96 2».
В целом, начиная с сезона 2009/10, Вальдет Рама провел за основную и молодежную команды «Ганновер 96» тридцать один матч и забил всего один мяч. Однако его дела пошли заметно в гору после того как в сезоне 2011/12 присоединился к клубу «Эребру», своем дебютном сезоне Вальдет забил 8 мячей в 29 матчах чемпионата. В 2013 году подписал контракт с «Вальядолидом».